# Nosh
nosh（ナッシュ）は、日本の大阪市に本社を置くナッシュ株式会社が運営する食材宅配サービス。

## サービス内容
栄養士や調理師が吟味した、カロリーや栄養バランスに配慮した「健康的で美味しいメニュー」を急速冷凍し、ヤマト運輸のクール宅急便で配送するサービスを展開しており、利用者はウェブサイトやスマートフォン用アプリを通じて注文するサブスクリプションサービス。
2024年2月の「利用したことのある宅配弁当」のアンケートによると、1位「ワタミの宅配」、2位「ヨシケイ」に次ぐ、3位にランクインしている。

## 沿革
- 2016年6月 - ユニクエスト創業者の田中智也[3]によってミライエとして創業
- 2018年 - 宅配サービス開始
- 2022年7月 - 尼崎工場稼働

## 不祥事
2022年10月、週刊文春によってナッシュ株式会社の取締役が「今後の新規採用においては、マーケの内規としてデブの人は採用しないようにしましょう」「仕事できない確率が高いと考えており、かつ、権利主張が激しく、ナッシュと相性悪く双方不幸せな結果になると思ってます」と社内チャットにて発言し、差別発言として批判された。この騒動により当該の取締役は報酬の一部返上をした。

## 事業所
本社
大阪府大阪市北区中之島3丁目3-3 中之島三井ビルディング16階

### 工場
大物工場
兵庫県尼崎市杭瀬南新町3丁目4-66
尼崎工場
兵庫県尼崎市潮江5丁目7-1

## 提供YouTuber
- スーツ[5]
- さいとうなおき[6]